# マリアナ・ポポヴァ
マリアナ・ポポヴァ（Мариана Попова、Mariana Popova、1978年6月6日 - ）はブルガリアの首都ソフィア出身の歌手。2006年のユーロビジョン・ソング・コンテストにブルガリア代表として出場した。

## 来歴
マリアナ・ポポヴァは11歳のころから音楽を学び始め、その後モダン・ジャズ・バレーも学んだ。1996年より2000年までCocomaniaというグループに所属した。2005年に初めて開かれた「ブルガスと海」フェスティヴァルで、彼女はダニ・ミレフと共演し「Сънувай ме」（私を夢見て）を歌い、優勝を収めた。
2006年、マリアナ・ポポヴァの「Let Me Cry」はブルガリアでの国内選考で優勝し、ユーロビジョン・ソング・コンテスト2006への出場権を獲得した。彼女は準決勝まで進んだものの17位で敗退、決勝進出はかなわなかった。

## シングル
- Ти не дойде（あなたは来ない）
- Казах（私は言った）
- Можем пак（私たちはまたやり直せる）
- Няма（何も無い）
- След（その後）
- Сънувай ме（私を夢見て）
- Let Me Cry（Остави ме да плача） - ※ ユーロビジョン・ソング・コンテスト2006 出場曲
- Sometimes（Понякога）
- Lejos